# 이시홍
이시홍(1964년 4월 19일 ~ 2011년 6월 7일)은 대한민국의 전 사격 선수 및 사격 감독이다.
충청북도 보은군 출신으로, 1977년 회인중학교 재학 시절 사격에 입문하였다. 이후 1990년 아시안 게임 당시 사격 국가대표를 지냈으며, 팀이 50m 소총 3자세 단체전 금메달 및 50m 소총 복사 단체전 은메달을 획득하는 데 공헌하였다. 이러한 활약으로 인해 대회 이후 체육훈장 백마장을 수여받았으며, 2004년 제24회 전국장애인체육대회에서 유공 표창을 수상하였다. 그 뒤 1995년 한국통신에서 은퇴했으며, 충북도체육회와 충북도교육청 순회코치로 활동하며 지도자 생활을 하였다. 이후 2004년 청주시청 장애인사격팀 감독을 맡았으며, 2009년 청원군청의 감독으로 부임하였다.
2011년 5월 11일 충청북도 청원군의 한 사격장에서 총기 오발 사고로 인해 화약 소총에 왼쪽 머리를 맞고 혼수상태에 빠졌으며, 사고 직후 인근의 병원으로 이송되어 응급수술을 받았은 뒤 청주시의 한 병원으로 옮겨져 치료를 받았으나 의식을 찾지 못한 채 그 해 6월 7일 사망했다.
사망 이후 경찰은 총을 발사한 선수에 대한 과실치사 혐의에 대해 수사했으며, 이후 경찰은 이시홍 본인의 과실로 인한 사고로 결론지었다. 또한 6월 9일 대한사격연맹 주관하에 청원사격장에서 영결식을 거행하였다.